# Дельфин-белобочка
Дельфин-белобочка, или обыкновенный дельфин (лат. Delphinus delphis), — вид дельфиновых, единственный представитель одноимённого рода (Delphinus).

## Внешний вид

Соотношение размеров обыкновенного дельфина и человека

Спина дельфина-белобочки имеет чёрную или коричнево-синюю окраску, живот — светлый. На боках у него имеется полоса, расцветка которой переходит из светло-жёлтой в серую. В целом, окраска может варьировать в зависимости от региона обитания. Имея различную окраску, дельфин-белобочка является одним из наиболее пёстрых представителей инфраотряда китообразных. Его длина может достигать 2,4 м, а масса колеблется в пределах от 60 до 80 кг.

## Распространение
Дельфин-белобочка встречается в разных частях мирового океана, прежде всего в тропических и умеренных широтах. Его ареалы образуют отдельные, зачастую не связанные друг с другом регионы. Одним из крупных ареалов является Средиземное море с Чёрным морем и северо-востоком Атлантического океана. Дельфин-белобочка является самым распространённым представителем своего семейства вокруг европейского континента. Ещё одна крупная популяция обитает на востоке Тихого океана, у берегов Юго-Восточной Азии и Восточной Азии. Помимо этого, они встречаются у восточного и западного побережий Северной и Южной Америки, у берегов Южной Африки, Западной Африки, Центральной Африки, вокруг Мадагаскара, на Сейшельских островах, в морях у берегов Передней Азии, Южной Азии, у южного берега Австралии, а также вокруг Тасмании, Новой Зеландии и Новой Каледонии.
Будучи обитателями открытого моря, дельфины-белобочки лишь изредка встречаются в непосредственной близости от берега. Наиболее комфортно эти животные чувствуют себя при температуре воды от 10 до 25 °C. Например, в акватории Сочи белобочек можно встретить на удалении более 3—5 миль от берега.

## Поведение
Как и все дельфины, дельфин-белобочка питается рыбой, иногда также головоногими моллюсками. Является самым зубастым млекопитающим (210 зубов). Он является одним из наиболее быстро плавающих видов дельфинов, который нередко сопровождает корабли. Подобно другим видам, он образует сложные социальные союзы, способные охватывать более тысячи особей. Летом эти огромные группы разделяются, и дельфины продолжают плавание в меньших составах. Члены одной группы заботятся друг о друге. Наблюдалось, как дельфины поддерживали раненых сородичей и выносили их на поверхность для того, чтобы те могли набрать воздух.
Рождение молодого дельфина может длиться до двух часов. Первым на свет появляется хвост, чтобы детёныш не задохнулся при рождении. После рождения мать выносит детёныша к поверхности, чтобы тот смог впервые набрать воздух. Во время родов материнское животное охраняют остальные члены группы от возможных нападений акул. Двойняшки рождаются крайне редко и как правило не выживают, так как не хватает материнского молока. Детёныши остаются около трёх лет при матери, из которых около года питаются молоком.

## Популяция и угрозы

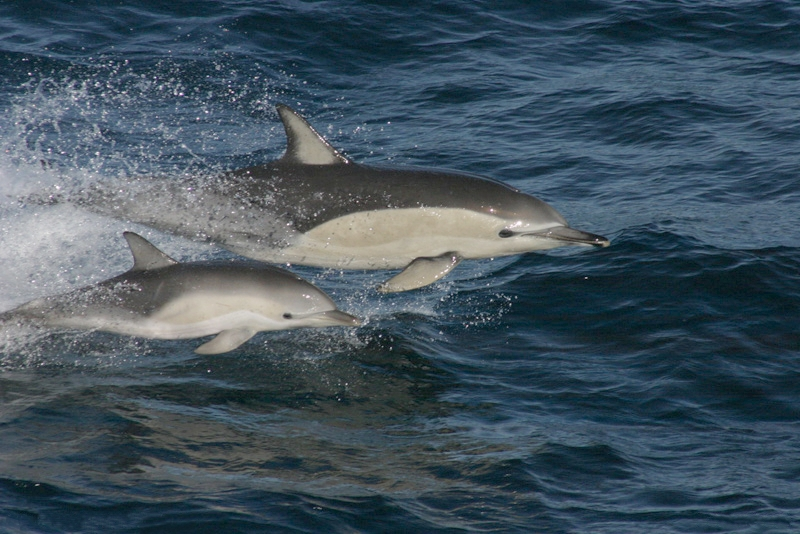
Дельфины, выныривающие из воды

В некоторых регионах мира обычные дельфины были объектами охоты. К примеру, на них охотились перуанские рыбаки, чтобы продавать их мясо. Охота также велась и в Чёрном море. Кроме того, они часто погибают в рыболовецких сетях или попадают в винты кораблей. В 1960-е годы в Средиземном и Чёрном морях их популяция резко сократилась. Вероятно, причиной является чрезмерно интенсивно ведущийся рыболовецкий промысел, лишающий дельфинов пропитания, а также всё большее загрязнение морей, ослабляющее иммунную систему дельфинов.
Красная книга МСОП (2020) рассматривает вид Delphinus delphis в целом как «вызывающий наименьшие опасения» (Least concern). В 2003 году средиземноморская популяция дельфинов-белобочек была оценена как «вымирающая» (Endangered). Черноморскому дельфину-белобочке (D. d. ponticus) в 2008 году был присвоен охранный статус «уязвимый» (Vulnerable). В 2020 году популяция, обитающая в Коринфском заливе, была признана «находящейся на грани полного исчезновения» (Critically endangered).
Вид включен в Приложение II Бернской конвенции, Приложение II Боннской конвенции, Приложение I соглашения ACCOBAMS и Приложение II Международной конвенции СИТЕС.

## Таксономия

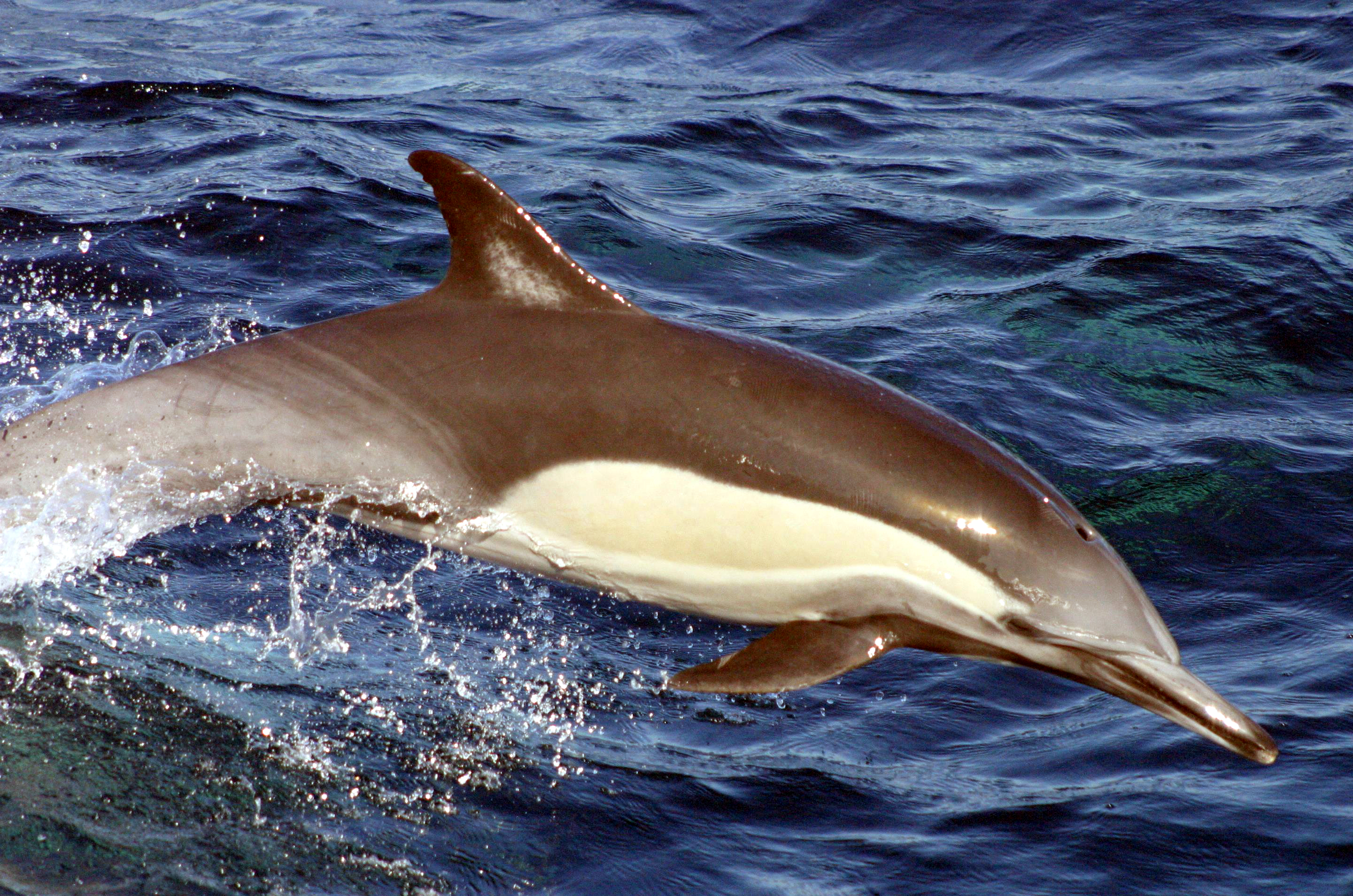
Длиннорылая белобочка

В настоящее время дельфин-белобочка обычно считается единственным видом рода Delphinus. Этот вид можно подразделить на две группы, сегодня рассматриваемых как экотипы: короткорылая белобочка (с коротким клювом) и длиннорылая белобочка (с длинным клювом). Ранее некоторые зоологи выделяли данные группы в самостоятельные виды; в таком случае, за короткорылой белобочкой закреплялось название Delphinus delphis, а за длиннорылой — Delphinus capensis. Тем менее, современные исследования свидетельствуют в пользу того, что многие популяции длиннорылых белобочек, обитающие по всему миру, не являются близкородственными, независимо происходят от короткорылого предка и не имеют общих продвинутых признаков.
Другие зоологи выделяли дополнительные виды, например, восточно-тихоокеанского дельфина (Delphinus bairdii) или дельфина Delphinus tropicalis, живущего в Индийском океане. Все они не были официально признаны, хотя было описано и предложено около 20 видов.

### Подвиды
Выделяют 4 подвида дельфинов-белобочек:
- Delphinus delphis delphis Linnaeus, 1758 — Common Dolphin;
- Delphinus delphis bairdii Dall, 1873 — Eastern North Pacific Long-beaked Common Dolphin (возможно, отдельный вид[2]);
- Delphinus delphis ponticus Barabash, 1935 — Black Sea Common Dolphin, [черноморский] дельфин-белобочка, белобочка, обыкновенный дельфин[11];
- Delphinus delphis tropicalis van Bree, 1971 — Indo-Pacific Common Dolphin.